# Кінний спорт на літніх Олімпійських іграх 2016 — командна виїздка
Змагання з кінного спорту в командній виїздці на літніх Олімпійських іграх 2016 пройшли з 10 по 12 серпня на території Національного центру кінного спорту в районі Деодоро. 

## Розклад
Час місцевий (UTC−3)
| Дата                                | Час   | Раунд              |
| ----------------------------------- | ----- | ------------------ |
| Середа, 10 серпня Четвер, 11 серпня | 10:00 | Grand Prix         |
| П'ятниця, 12 серпня                 | 10:00 | Grand Prix Special |

## Результати
| Місце | Ім'я                                                                                                   | Кінь                                                      | Оцінка GP                   | Оцінка GP        | Оцінка GPS                  | Оцінка GPS       | Загальне середнє |
| Місце | Ім'я                                                                                                   | Кінь                                                      | Особисте середнє            | Командне середнє | Особисте середнє            | Командне середнє | Загальне середнє |
| ----- | --- | --------------------------------------------------------- | --------------------------- | ---------------- | --------------------------- | ---------------- | ---------------- |
| 1     | Німеччина (GER) Зенке Ротенбергер Доротеє Шнайдер Крістіна Брерінг-Шпреє Ізабелль Верт                 | Cosmo Showtime FRH Desperados FRH Weihegold Old           | 77.329 80.986 82.257 80.643 | 81.295           | 76.261 82.619 81.401 83.711 | 82.577           | 81.936           |
| 2     | Велика Британія (GBR) Спенсер Вілтон Фіона Бігвуд Карл Гестер Шарлотт Дюжарден                         | Super Nova II Orthilia Nip Tuck Valegro                   | 72.686 77.157 75.529 85.071 | 79.252           | 73.613 74.342 76.485 82.983 | 77.937           | 78.595           |
| 3     | США (USA) Еллісон Брок Кейсі Перрі-Гласс Стеффен Петерс Лора Грейвс                                    | Rosevelt Dublet Legolas 92 Verdades                       | 72.686 75.229 77.614 78.071 | 76.971           | 73.824 73.235 74.622 80.644 | 76.363           | 76.667           |
| 4     | Нідерланди (NED) Аделінде Корнеліссен Едвард Гал Дідерік ван Сілфхут Ганс Петер Міндергауд             | Parzival Voice Arlando Johnson                            | RT 75.271 75.900 76.957     | 76.043           | — 73.655 76.092 75.224      | 74.991           | 75.517           |
| 5     | Швеція (SWE) Мадс Хенделіовіц Джульєтт Рамель Патрік Кіттель Тінне Віотгельмсон-Сільфвен               | Jimmie Choo SEQ Buriel K.H. Deja Don Aurelio              | 71.771 74.943 74.586 76.429 | 75.319           | 71.681 72.045 73.866 77.199 | 74.370           | 74.845           |
| 6     | Данія (DEN) Андерс Даль Аґнет Кірк-Тінггаард Катрін Дюфур Анна Каспржак                                | Selten HW Jojo AZ Cassidy Donnperignon                    | 69.900 72.229 76.657 73.943 | 74.276           | 71.232 72.465 76.050 74.524 | 74.346           | 74.311           |
| 7     | Іспанія (ESP) Клаудіо Кастілья Руїс Даніель Мартін Докс Северо Хесус Хурадо Лопес Беатріс Феррер-Салат | Alcaide Grandioso Lorenzo Delgado                         | 69.814 70.829 76.429 74.829 | 74.029           | Не пройшли                  | Не пройшли       | Не пройшли       |
| 8     | Франція (FRA) Людовик Анрі Стефані Бріссель П'єр Волла Карен Тебар                                     | After You Amorak Badinda Altena Don Luis                  | 69.214 65.114 71.500 75.029 | 71.914           | Не пройшли                  | Не пройшли       | Не пройшли       |
| 9     | Австралія (AUS) Сьюзенн Херн Мері Ганна Ліндал Оутлі Крісті Оутлі                                      | Remmington Boogie Woogie Sandro Boy Du Soleil             | 65.343 69.643 70.186 68.900 | 69.576           | Не пройшли                  | Не пройшли       | Не пройшли       |
| 10    | Бразилія (BRA) Педру де Алмейда Джована Прадо Пасс Луїза де Алмейда Жуан Віктор Маркарі Оліва          | Xaparro do Vouga Zingaro de Lyw Vendaval Xamã dos Pinhais | 65.714 67.700 66.914 68.071 | 67.562           | Не пройшли                  | Не пройшли       | Не пройшли       |
| 11    | Японія (JPN) Акане Курокі Кііті Харада Масанао Такахасі Юко Кітай                                      | Toots Egistar Fabriano Don Lorean                         | 66.900 68.286 62.986 67.271 | 67.486           | Не пройшли                  | Не пройшли       | Не пройшли       |

.